# Cultura San Agustín

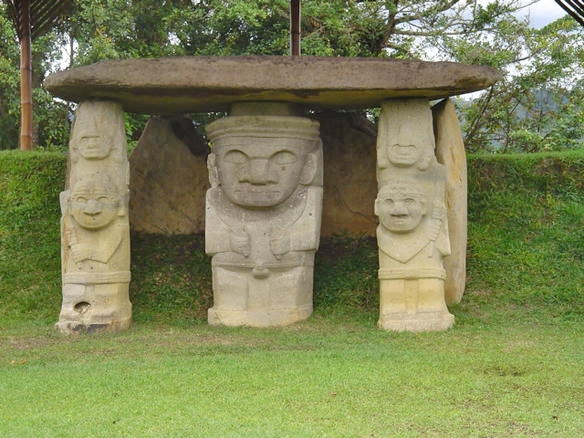
Estatuas en un monumento culto indígena de San Agustín en Colombia.

Reconocida como una de las 3 culturas más antiguas de Sudamérica después de Caral y Chavín en Perú. Con el nombre de San Agustín se conoce en Colombia una importante región arqueológica, en la que se han hallado varios centenares de esculturas monolíticas, que indican que allí floreció desde remotos tiempos una cultura, que hoy es objeto de estudio por parte de misiones científicas para establecer los orígenes y los rasgos peculiares de este pueblo. Esta cultura se inició a partir del siglo XXXIII a. C, en el siglo VII a. C. ya es una cultura que presenta un considerable desarrollo, según las fechas de carbono 14 de muestras orgánicas obtenidas recientemente asociadas a la agricultura, la cerámica, la orfebrería y el arte escultórico. 
Las diferencias marcadas entre objetos, indumentaria, vestuario y trabajo observadas en las esculturas hace suponer que la necrópolis de San Agustín fue una región donde varias etnias sudamericanas, desde lugares distantes, traían sus muertos principales a sepultar; de ella forman parte el Parque Arqueológico Nacional de Tierradentro y el Parque Arqueológico de San Agustín.

## Emplazamiento
San Agustín es un topónimo que data del siglo XVII y con el cual se designa una región montañosa del sur de Colombia, donde floreció una milenaria cultura. La zona está en la cordillera andina, recostada en una de las bases del Macizo Colombiano. No lejos de allí, en el páramo de las Papas, nacen algunos de los principales ríos del país, los cuales cruzan el territorio colombiano en distintas direcciones y en largos recorridos alcanzan caudales navegables. El río Magdalena es una de las más importantes vías de navegación y entrada hacia el interior, transitada desde tiempos pleistocénicos y por donde arribaron los colonos europeos que colonizaron las tierras de los muiscas. El Cauca, su más grande tributario, que irriga fértiles valles interandinos, ricos en filones y aluviones auríferos, tierra donde buscaron asiento los quimbayas y otros consumados orfebres precolombinos. El Caquetá, que sale al Amazonas después de irrigar el pie de monte andino y en cuyo curso medio y bajo moran todavía grupos indígenas selváticos, algunos descendientes, quizás, de los antiguos escultores de San Agustín.

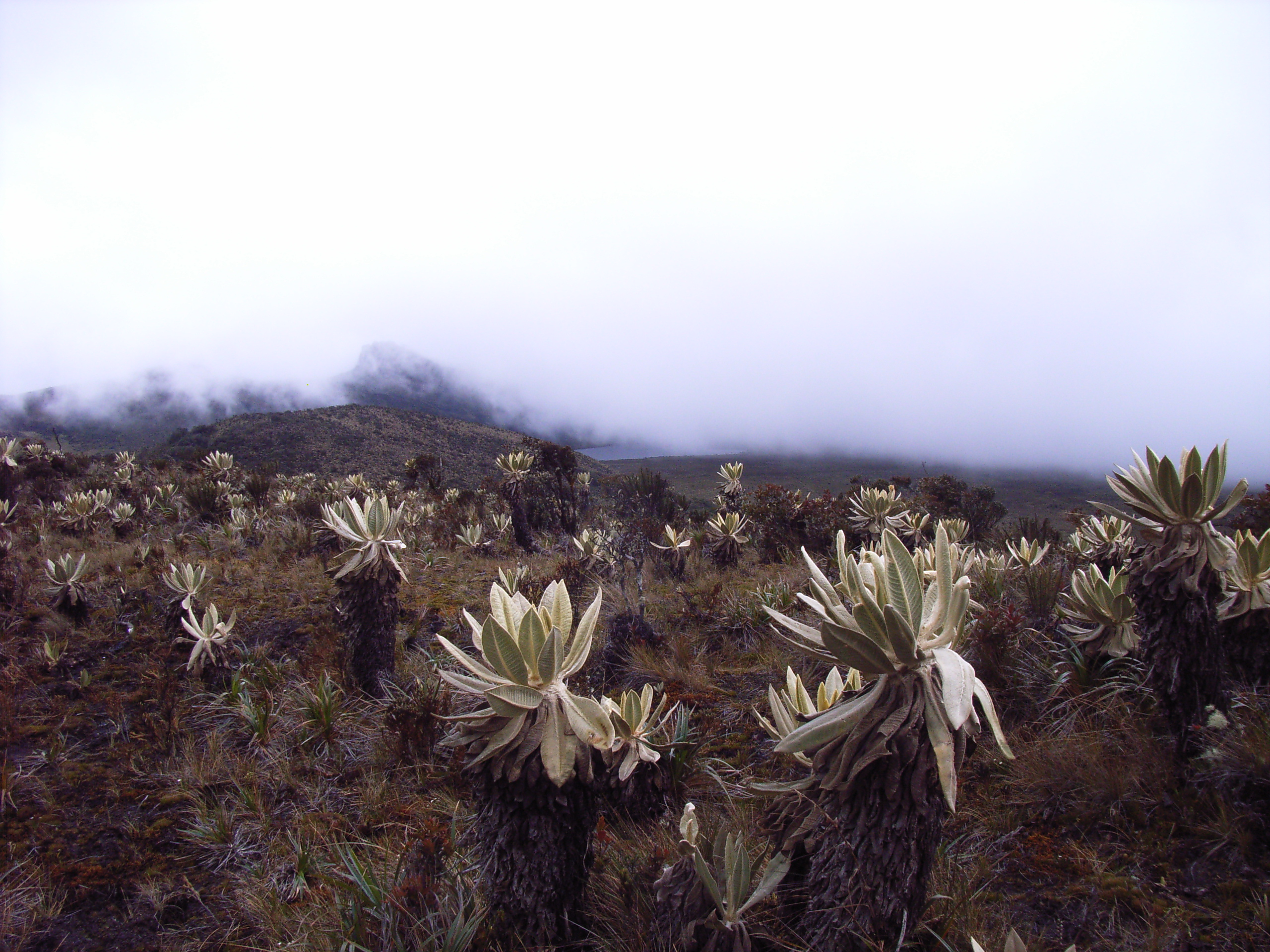
Páramo de las Papas, Macizo Colombiano.

El paisaje geográfico es de colinas onduladas y planos inclinados que descienden hasta estrechos y profundos cañones de origen aluvial. Al fondo pueden divisarse los imponentes picos del Macizo, como se denomina el nudo montañoso andino del sur de Colombia.
En el área de San Agustín, el accidentado relieve determina una rápida sucesión de climas, desde el frío del páramo de las Papas, y llegando a templado en las vertientes y cañones de la cordillera, estos enmarcan el ámbito en que se inició, a partir del siglo XXXIII a. C., una cultura que presenta ya un considerable desarrollo en el siglo VII a. C., según las fechas de carbono 14 obtenidas recientemente asociadas a la agricultura, la cerámica, la orfebrería y el arte escultórico.

## Vestigios arqueológicos

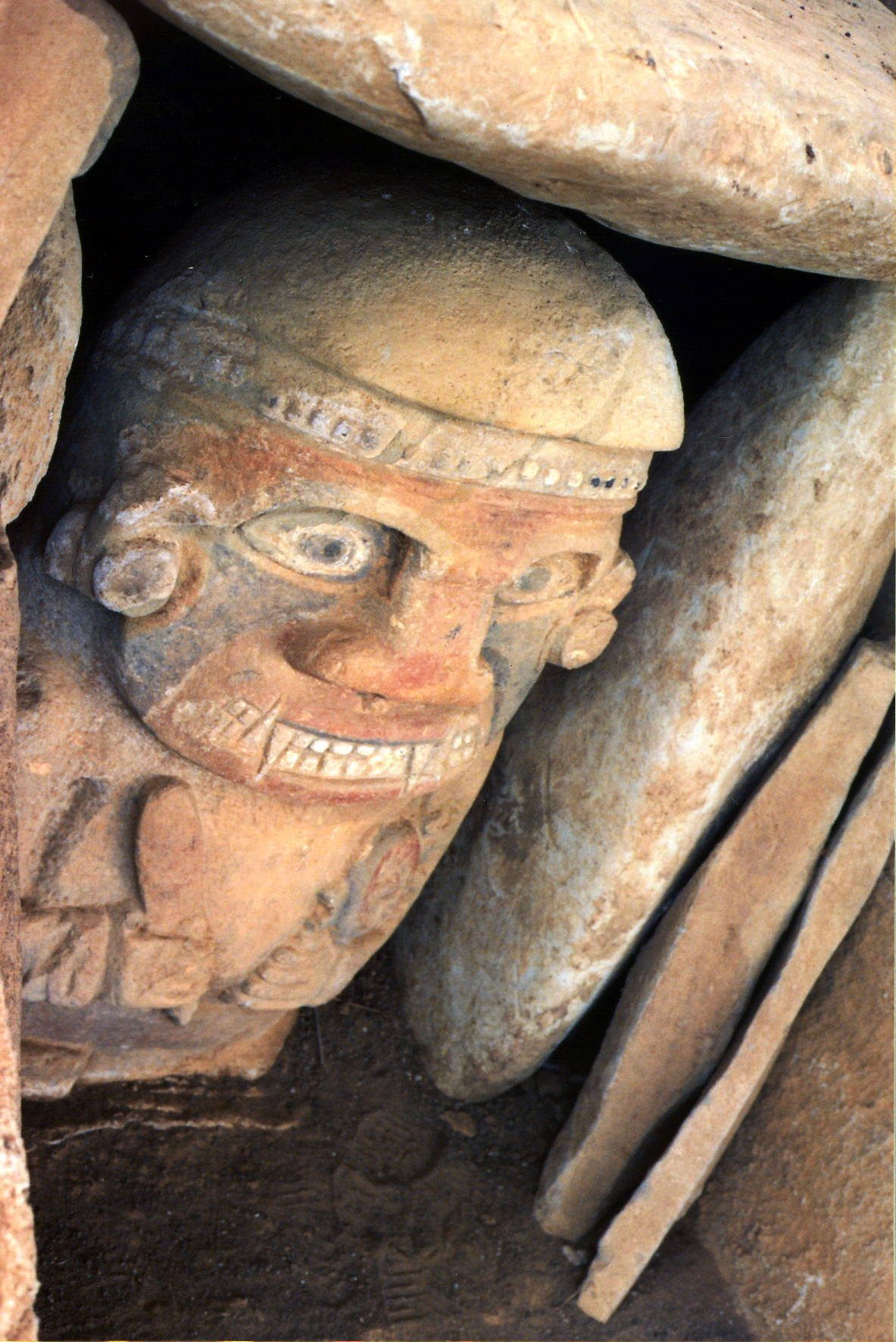
Tumba policromada

La zona donde se encuentran las reliquias prehispánicas se ubica en una región que corresponde a los actuales municipios de San Agustín, Isnos y Saladoblanco. Vestigios similares se han identificado también hacia la vertiente que cae sobre la Amazonía, especialmente en la localidad de Santa Rosa del Caquetá. Se debe tener en cuenta que una vasta extensión de esta zona está aún sin explorar, particularmente las zonas que ascienden hacia el Valle de las Papas, cubiertas por una densa vegetación selvática que sólo hasta años recientes empezó a ser desmontada a trechos por las avanzadas colonizadoras. En esta área aparecen, aislados unos de otros, núcleos de estatuas y de tumbas, a manera de centros ceremoniales. La tradición histórica ha señalado estos lugares con nombres especiales, que en su mayor parte se conservan hasta hoy, como Mesitas, Lavapatas, Ullumbe, Alto de los Ídolos, Alto de las Piedras, Quinchana, El Tablón, La Chaquira, La Parada, Quebradillas, Lavaderos y otros.
En tales lugares se han encontrado concentraciones de tumbas, algunas revestidas con grandes lajas y con sarcófagos monolíticos en su interior, cubiertas con montículos artificiales que alcanzan hasta 30 m de diámetro y 5 m de altura; estatuas de más de 4 m de altura y de varias toneladas de peso. El trabajo lítico más destacado es la llamada "Fuente de Lavapatas", un lecho rocoso de la quebrada del mismo nombre, en donde los nativos labraron una fantástica fuente ceremonial, con tres piletas y numerosas figuras serpentiformes y batracomorfas en bajo relieve, circundadas por diminutos canales por los que corre el agua de manera armoniosa. El sitio estaba consagrado al culto de las deidades acuáticas y a la práctica de ceremonias de curación.

## Llegada al sitio y trabajos posteriores
Desde mediados del siglo XVI (1536-1539) la región del sur de los Andes de Colombia fue cruzada por expedicionarios españoles, quienes fundaron allí poblaciones que en poco tiempo tendrían gran significación en el proceso colonizador, como Pasto, Popayán, Almaguer, Timaná y otras. Sebastián de Belalcázar y García de Toledo avanzaron por las tierras del Macizo hasta llegar al Alto Magdalena, precisamente donde se ubica San Agustín, antes de que el primero de ellos siguiera hacia el norte para encontrarse con las huestes de Gonzalo Jiménez de Quesada en las tierras de los muiscas, donde acababa de fundarse Bogotá. A estas expediciones siguieron otras, que entraron en contacto con grupos indígenas que allí moraban y a las cuales se refieren varios documentos que reposan en los archivos de Colombia y España. Sin embargo, en ninguna de estas fuentes aparece noticia alguna relacionada con los monumentos arqueológicos de San Agustín, ni los indígenas de la zona revelaron su existencia a los recién llegados. A partir del siglo XVIII, cuando se inició la acción destructora de los buscadores de tesoros se empezaron a conocer los trabajos escultóricos que residían en la zona.

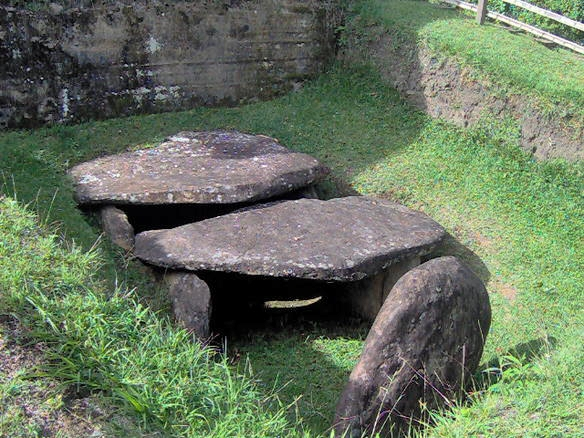
Tumbas de la cultura San Agustín.

La primera información acerca de las ruinas arqueológicas de San Agustín aparece en la obra Maravillas de la Naturaleza, escrita por el misionero mallorquín fray Juan de Santa Gertrudis, de la Orden Observante, quien visitó varias veces el lugar, la primera en el año de 1756. Su crónica de viaje, iniciada en Cartagena de Indias y terminada en Lima, permaneció inédita en Palma de Mallorca por cerca de dos siglos, hasta cuando en 1956 fue enviada a Colombia una copia del manuscrito y publicada en el mismo año en la serie Biblioteca de la Presidencia
Es una descripción muy superficial de algunos de los monumentos, Santa Gertrudis cuenta cómo, ya desde esa época, buscadores de tesoros se empeñaban en remover las estructuras funerarias. Siguieron después la visita del naturalista Francisco José de Caldas (1797), del geógrafo y cartógrafo italiano Agustín Codazzi (1857) y Carlos Cuervo Márquez (1892), entre los principales del siglo XIX. En 1914 es cuando realmente se inicia el estudio científico de tales vestigios, con la visita a la región del investigador alemán Konrad Theodor Preuss y posteriormente con las exploraciones del arqueólogo español José Pérez de Barradas y del colombiano Gregorio Hernández de Alba (1937), Luis Duque Gómez, Eduardo Unda y Tiberio López (1943-1960), Gerardo y Alicia Reichel-Dolmatoff (1966), Luis Duque Gómez y Julio César Cubillos, misión esta última que adelantó la más intensa exploración de los yacimientos, en temporadas de trabajo que se extendieron desde 1970 hasta 1977, bajo el patrocinio de la Corporación Nacional de Turismo de Colombia y de la Fundación de Investigaciones Arqueológicas del Banco de la República de Colombia.

## Pueblo escultor
La investigación arqueológica ha facilitado la reconstrucción de buena parte de las pautas culturales de este pueblo que habitara el alto Magdalena. Se sabe hoy que la base principal de su sustentación económica fue la agricultura del maíz, del maní, del chontaduro (Guilielma gasipaes) y de la yuca, sumada a actividades complementarias de pesca y caza. Evidencias de tales labores han sido comprobadas en estratos que datan del siglo VII a. C. y que explican los rasgos fundamentales de su arte escultórico, íntimamente relacionado con las concepciones cosmogónicas y religiosas. Esto contrasta notablemente con la estructura simple de sus viviendas, que eran de planta circular y de cubierta pajiza, hecho que explica plenamente Cieza de León (1518-1560), un cronista de la Conquista.
Las casas estaban construidas con materiales perecederos, por lo cual no han quedado de ellas más señales que los orificios donde se hincaron los maderos redondos que formaban sus muros y que sostenían los techos, formando recintos de tres, cinco y hasta nueve metros de diámetro, estos últimos destinados al parecer, a la morada de los jefes de la tribu o de los mohanes o chamanes. Una vivienda la formaban generalmente varios bohíos, situados a gran proximidad unos de otros. Allí tenían sus dormitorios, sus fogones, que eran tres o cuatro piedras semi-redondeadas, sobre las que colocaban las vasijas destinadas a la cocción de alimentos, cuando no empleaban las ollas trípodes, de soportes altos y macizos. También aparecen dentro del perímetro de las casas, o muy próximas a ellas, huellas de sus pequeños talleres y los lugares señalados para arrojar los desperdicios.
La orografía de la región, caracterizada por suaves ondulaciones de origen volcánico, delimitadas por el curso de numerosos arroyos y quebradas, determinó una pauta de poblamiento disperso en el área de San Agustín, similar a la que se observaba en las demás regiones de lo que es hoy Colombia y que aún persiste en el ámbito rural.
Los núcleos de población coinciden generalmente con el emplazamiento de grupos de estatuas y estas últimas con los sitios donde se ubican los cementerios. El crecido número de sepulcros indica, o bien una alta densidad de población en aquellos tiempos, o bien la existencia aquí de un centro ceremonial, consagrado al culto de los muertos. La presencia de estatuas y de cementerios en casi todas las lomas de la región, es un claro testimonio de la dilatada extensión territorial que habría tenido este supuesto centro, a través de los actuales municipios de San Agustín, San José de Isnos y Salado blanco, en donde se congregarían periódicamente las tribus que poblaban las áreas vecinas y las que tenían sus propias estancias en aquellos lugares, especialmente los escultores y los jefes religiosos, para la práctica de las ceremonias propias del culto funerario.

## Cultura (organización social)
Los rasgos peculiares que caracterizan el florecimiento de la cultura de San Agustín, entre el 300 d. C. al 800 d. C., tales como el gran desarrollo de la estatuaria lítica, que presenta una etapa ya muy avanzada desde el siglo VII a. C., la construcción de grandes terraplenes o aterrazamientos para la localización de las necrópolis, la edificación de muros de contención, las tumbas revestidas con grandes lajas de piedra, algunas, las principales, cubiertas con montículos artificiales coronados con templetes funerarios, las fuentes ceremoniales labradas en la roca viva, reflejan una adelantada organización del trabajo y una estratificación social y política. La escultura, en particular, indica claramente una verdadera especialización del trabajo, ya que esta actividad, dado el grado de complejidad y de adelanto que alcanzaron sus artífices, supone una gran habilidad profesional, un notable talento artístico y en especial un profundo conocimiento de las creencias religiosas de la tribu, a través de una larga tradición de tales manifestaciones religiosas. Además, diferencias que se aprecian en la estructura de los sepulcros de un mismo yacimiento, sin indicaciones claras de una secuencia cultural, hablan más de una estratificación social, puesto que la cerámica y otros elementos del ajuar funerario atestiguan la contemporaneidad de unos y otros. Tal estratificación estaría basada sobre la diferencia entre los grupos ocupacionales y en la jerarquía política y religiosa, consolidada en la formación de pequeños señoríos, una organización típica de la mayor parte de los grupos indígenas encontrados por los españoles en el siglo XVI en la región andina de Colombia.
Es posible pensar también que la gran dispersión que tiene la estatuaria lítica en San Agustín se explica por haber existido entre estos nativos una organización estructurada sobre la base de pequeños grupos familiares, unidos entre sí por vínculos religiosos. Este mismo hecho podría aclarar la razón de la gran variedad de motivos y estilos representados en las estatuas dentro de una aparente homogeneidad morfológica, diversidad que habría obedecido a la necesidad de individualizar en cada lugar la representación de las deidades protectoras del grupo familiar, dentro de los cánones religiosos tradicionales. El chamanismo o mohánismo jugaría también un papel significativo a este respecto. En torno a estos personajes se debieron agrupar los pequeños núcleos familiares y aquellos habrían formado así una especie de casta sacerdotal, con marcada influencia en la organización social y política de una población que tenía una fuerte mentalidad religiosa, expresada en la rica temática que se manifiesta en el arte escultórico.
Todo induce a pensar que en este período floreciente de la cultura agustiniana, la organización social estaba fuertemente influida por los grupos guerreros y las formas religiosas por las deidades solares y de la guerra. Las estatuas de las Mesitas A y B del Parque Arqueológico parecen ser la representación más auténtica de este momento cultural. Aparecen guardando la entrada de tumbas revestidas de grandes lajas, con sarcófagos monolíticos en su interior, consagrados, seguramente, a guardar los despojos mortales de héroes de la tribu o de sus jefes político-militares.

## Escultura
La manifestación peculiar de la cultura de los antiguos pueblos de San Agustín fue la escultura lítica monumental. Más de 300 estatuas han sido halladas, la mayoría en un área que aparece plenamente delimitada por las cuencas de los ríos Magdalena, Bordones, Mazamorras y Sombrerillos y los picos del Macizo Colombiano. Indudablemente los nativos quisieron hacer de esta región un verdadero centro ceremonial para las prácticas funerarias, presididas por los grandes monolitos, en los que ellos expresaron su estilo simbólico, sin que este propósito les hubiera impedido tallar formas de gran naturalismo.
Los bloques en que fueron talladas son tobas volcánicas y andesitas lávicas, algunas de grandes dimensiones, hasta de más de cuatro metros de altura y de varias toneladas de peso. Con excepción de la vecina región de Tierradentro (Cauca) en ninguna otra zona de Colombia se presentan estos rasgos monumentales de la escultura y puede afirmarse, por consiguiente, que ellos están confinados al Alto Magdalena.

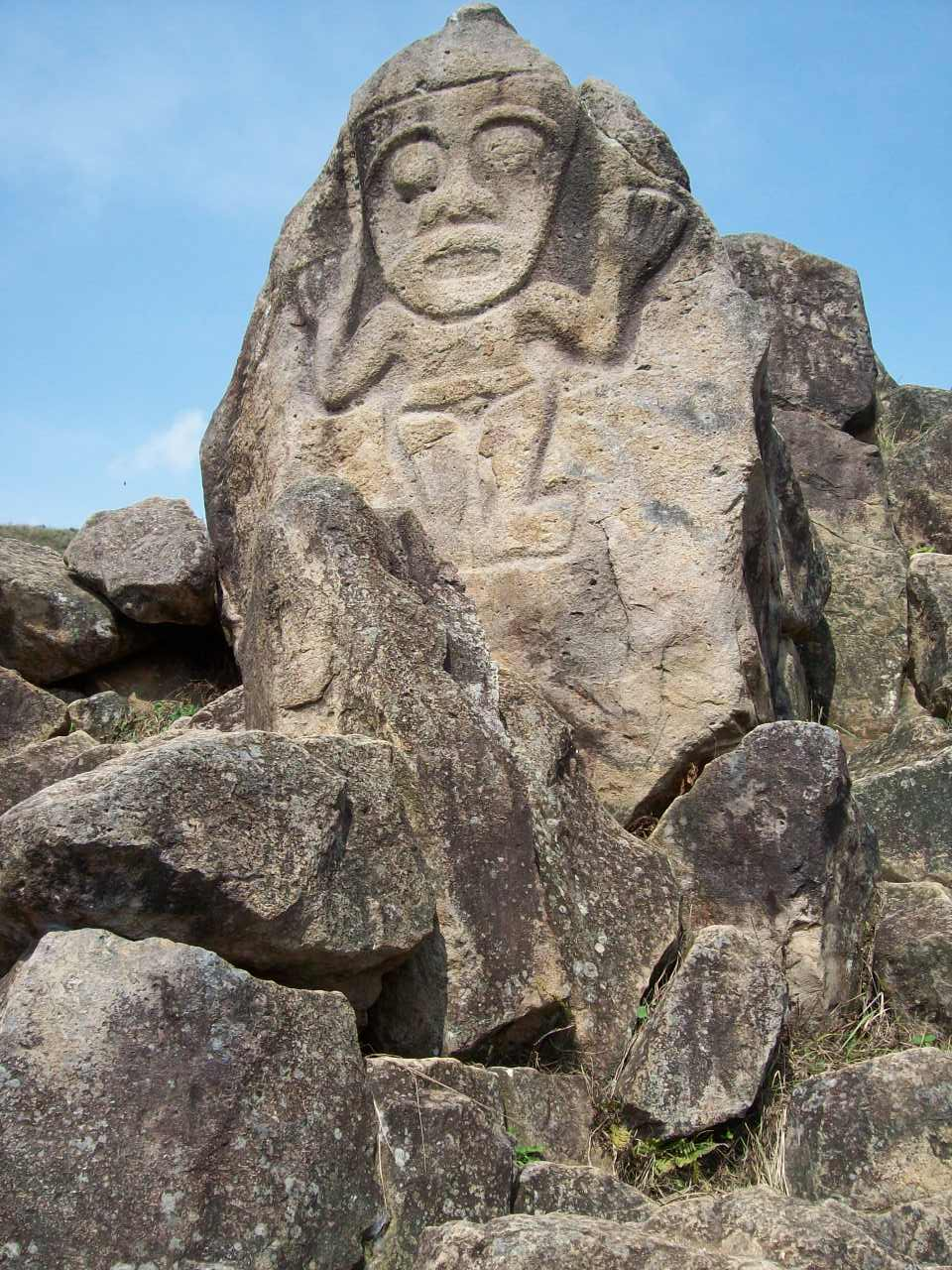
«La diosa de la Chaquira» en el cañón del río Magdalena.

La estructura general del complejo arqueológico de San Agustín ofrece algunos rasgos muy característicos, como la homogeneidad de ciertos elementos y su continuidad a través de los distintos períodos evolutivos, lo que habla en favor de un parentesco cultural de los diferentes grupos que allí concurrían y de una larga tradición de los mismos, expresada en elementos indicativos como la cerámica y la industria lítica, como también en ciertos motivos representados en las esculturas, cuyas formas ancestrales se inician por lo menos en el siglo VII a. C. y persisten, al lado de otras posteriores, hasta el siglo XVI de nuestra era.
El dualismo es un rasgo sobresaliente en la cultura de San Agustín. En la estatuaria se ven, al lado de las representaciones femeninas, otras de sexo masculino. Constituye esta característica una de las peculiaridades que se han señalado como propias del periodo formativo en América precolombina. En San Agustín, como en Mesoamérica, la cosmogonía de los nativos dio origen a un complicado culto ceremonial, en el cual jugó un papel significativo el ritual de las danzas de enmascarados. Aun persiste esta práctica entre varias de las tribus que habitan en la Amazonia, las cuales usan disfraces fabricados de tela de corteza de árbol, pintados de varios colores. Es indudable que la mayoría de los monolitos del Alto Magdalena llevan estas representaciones. En las colecciones del Museo del Oro del Banco de la República se ven figuras enmascaradas, algunas de una sorprendente similitud con las de San Agustín, como puede observarse en las figurillas de remate de los alfileres calimas, en las que el disfraz que cubre la cabeza y la cara de los personajes está sostenido con las manos, al igual de las que seguramente quisieron representar los artífices agustinianos en varias esculturas de los yacimientos arqueológicos de Quebradillas y de Ullumbe.
Como ocurrió en el período formativo de las demás culturas de la zona andina y de Mesoamérica, los cultos religiosos estuvieron en íntima relación con su principal base de sustentación económica, la agricultura, como también con la caza y la pesca. La fauna está muy asociada a su cosmogonía; de ahí que en las esculturas aparezcan representados varios animales ligados a un fenómeno natural o productivo. El sol, la luna, el rayo, la lluvia y otros fenómenos naturales, se personifican y expresan en sus símbolos. Las deidades aparecen antropo-zoomorfizadas y estrechamente asociadas a los ritos mortuorios. El sol y la luna presiden su panteón religioso.

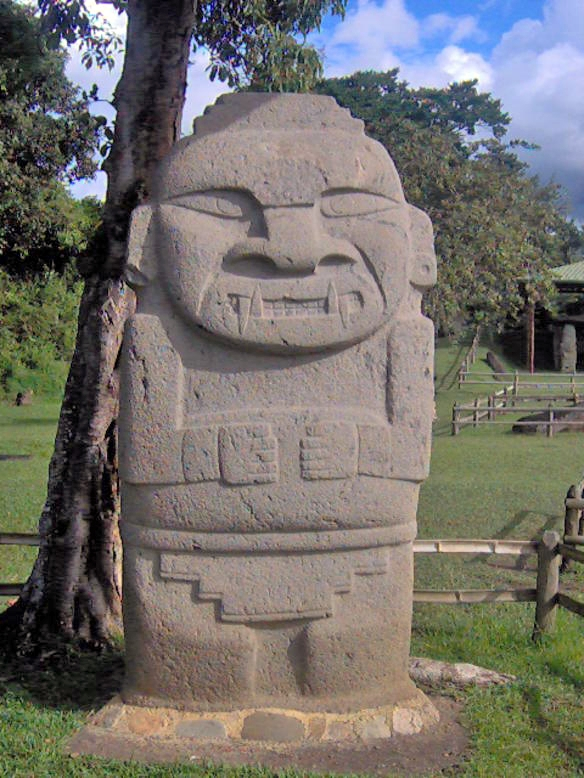
Estatua en el yacimiento de Mesitas.

La frecuencia de la representación de la boca felina en la mayor parte de las esculturas, es indicativa del culto al jaguar, que parece ser uno de los más antiguos y generalizados entre los pueblos que vivían en la zona andina y que aún persiste en las poblaciones aborígenes que moran en la selva amazónica. En otras culturas arqueológicas andinas este elemento caracteriza también muchas de las representaciones escultóricas.
También la serpiente ocupa un papel preponderante en las representaciones escultóricas de San Agustín y en la fuente ceremonial de Lavapatas. Una estatua que se encuentra hoy en el parque arqueológico, en el llamado "Bosque de las Estatuas", presenta las manos dobladas sobre el pecho y éstas sostienen, de la cola y de la cabeza, una serpiente enrollada. Los elementos que caracterizan esta escultura permiten interpretarla como una Divinidad de las lluvias o como la representación de un sacerdote en el momento de invocar el espíritu de la deidad para que se pronuncie en favor del campo o de las cosechas.
La figura de un águila que sostiene una serpiente con el pico y con las garras, escultura que otros investigadores interpretan como la representación de un búho, debió tener en el mundo de las creencias de los antiguos agustinianos una significación especial. Posiblemente fue el símbolo de la creación, relacionado con el origen de la luz y del fuego y de la jerarquía política, es decir, el símbolo por excelencia del poder. Motivos de aves rapaces en piezas de orfebrería han sido hallados aquí como adornos personales, colocados como ofrendas en tumbas que debieron corresponder a personajes de la tribu. Entre los indígenas taironas, que moraban en el norte, en la Sierra Nevada de Santa Marta y en sus proximidades, el águila aparece también frecuentemente en los objetos de oro, lo mismo que entre los muiscas y quimbayas.
Las esculturas que se denominan cariátides, porque estaban destinadas a soportar los techos de los grandes sepulcros en las Mesitas A y B del parque arqueológico son, seguramente, representaciones de guerreros. Tal es el caso de los monolitos que se encuentran en el montículo noroeste de la Mesita B y en los montículos oriental y occidental de la Mesita A. En estas estatuas aparece figurada, en forma naturalista, la imagen de guerreros, adornados con diademas especiales y portando las armas que ellos usaban (piedras redondeadas, que lanzaban con la mano, escudos o rodelas, que sostenían con la mano izquierda). En otras estatuas la rodela está sustituida por una maza corta, la "macana" de que hablan las crónicas del siglo XVI, usadas por los panches, muzos, calimas y otros grupos, y que aún emplean los chimilas, un pueblo indígena que vive en las proximidades de la Sierra Nevada de Santa Marta.

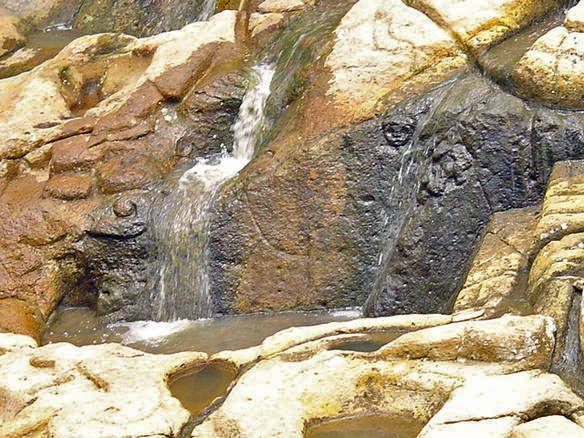
Fuente de Lavapatas.

Las serpientes crestadas, que aparecen como apéndice de las figuras felinas que se ven encima de las cabezas de los supuestos guerreros del montículo oriental de la Mesita A, permiten relacionar estas esculturas con otras de Mesoamérica, en donde dichos elementos representan a Quetzalcóatl, un dios bueno que creó al hombre con su propia sangre, le dio el maíz, le enseñó la industria lítica, los tejidos, la astronomía, el calendario, ciertos rituales y el culto.
Otros elementos de la fauna representados en la estatuaria de San Agustín son el mono y la ardilla, en estrecha relación con los ritos de fertilidad; la rana y el lagarto, con las lluvias y con la muerte; el pez, con el cultivo del maíz; el murciélago, como deidad de la agricultura. En San Agustín, la llamada "rana de Codazzi", descrita por este geógrafo en el año de 1857 y que duró perdida durante cerca de 200 años, oculta bajo la espesura, está labrada en un bloque in situ, el cual se ubica en las faldas que caen sobre la hondonada donde se encuentra la fuente de Lavapatas, a una distancia más o menos de 50 m de este importante monumento. Una rana monolítica, de tamaño monumental, con colmillos y garras, como las del Alto de los Ídolos y Alto de Lavapatas, en San Agustín, presidía una necrópolis en la hacienda denominada "El Marne", cercana a la población de Inzá. En la orfebrería calima, quimbaya y tairona, la rana es motivo frecuente.
El caracol, de varios géneros, se ve figurado en muchas de las esculturas agustinianas, sostenido con la mano izquierda, en las representaciones antropo-zoomorfas. En el área muisca y en la calima se han encontrado hechos en arcilla, cobre y oro. Además de su empleo como trompetas, al cual hacen frecuentes alusiones los cronistas del siglo XVI, el caracol tuvo especial significación como implemento para el uso de la masticación de la coca. En ellos se guardaba la sustancia alcalina que servía para provocar la reacción química que libera el alcaloide. En este recipiente introducían el palillo humedecido, que llevaban luego a la boca para mezclarla con las hojas de la planta y que sostenían entrelazado con los dedos de la mano derecha.
Una de las esculturas más interesantes de la zona, y que hoy se encuentra en la Plaza de Bolívar de la población de San Agustín, es una figura antropomorfa con sombrero y boca felina y que sostiene con las manos un pez, la cual es interpretada como una deidad de las lluvias. En varias culturas arqueológicas americanas este motivo se vincula también al cultivo del maíz y su acción fertilizante.

## Vestidos y adornos personales
Muchas de las figuras antropomorfas que representan las estatuas, aparecen completamente desnudas o sólo con ligeros cobertores y con algunos ornamentos, como collares, pulseras, narigueras y orejeras. Este hecho es curioso, puesto que el área de San Agustín es una región en la que predomina un clima medianamente templado y éste se enfría considerablemente a medida que se asciende al Valle de las Papas. Quizás ello permita afirmar que se trata de un pueblo que tuvo una prolongada estancia en tierras bajas antes de alcanzar los lugares donde labraron sus estatuas. 
No obstante, varias esculturas presentan faldellines y sombreros, los primeros confeccionados con tela, hechas de corteza de árbol, como lo acostumbran muchas tribus de la Amazonía. Los implementos para el hilado, como volantes de husos, son particularmente escasos en el registro de los elementos hallados en las excavaciones arqueológicas realizadas. Los ornatos fueron variados, como collares de cuentas de piedra caliza y de piedra dura, estas últimas de color verde azulado, tubulares, con orificio longitudinal; cuentas de concha, de semillas, de hueso y de oro; narigueras de orfebrería, circulares, laminadas o a manera de alambres retorcidos, con engarces de cuentas de cuerno o de piedra; pendientes de oro macizo, figurando en algunos águilas diminutas; diademas de oro, orejeras y otros adornos que han sido encontrados en las excavaciones y que coinciden en su forma con los que se observan en las estatuas.

## Cerámica
Es fundamentalmente monocromática, hecha en atmósfera oxidante, por el sistema de enrollado y con engobes de distintos tonos ocres. Predominan las formas de cuencos pequeños, platos, ollas trípodes, copas de soporte alto. También se encuentran grandes vasijas, destinadas al almacenamiento de líquidos y a servir de urnas funerarias.
La decoración es casi siempre incisa, aunque se registra también la pintura negativa, negro sobre rojo, desde las fases iniciales del florecimiento de la cultura, en el período que se denomina Formativo Superior. En el período final, o Reciente, aparece la pintura positiva bicolor, como también una decoración granulada.